# باول كريستين
باول كريستين (30 أكتوبر 1969 - ) (بالإنجليزية: Paul Kirsten)‏ هو لاعب كريكت جنوب أفريقي. شارك مع منتخب جنوب أفريقيا الوطني للكريكت. أما مع النوادي، فقد لعب مع Northern Cape (cricket team) ‏.

## وصلات خارجية
- باول كريستين على موقع إي آس بي آن كريك إنفو (الإنجليزية)